# Convocazioni per la FIFA Confederations Cup 2003
Elenco dei giocatori convocati da ciascuna Nazionale di calcio partecipante alla FIFA Confederations Cup 2003.

## Gruppo A

### Colombia
Allenatore:  Francisco Maturana
| N. | Pos. | Giocatore           | Data nascita (età)          | Pres. | Reti | Squadra                 |
| -- | ---- | ------------------- | --------------------------- | ----- | ---- | ----------------------- |
| 1  | P    | Óscar Córdoba       | 3 febbraio 1970 (33 anni)   |       |      | Beşiktaş                |
| 2  | D    | Iván Córdoba        | 11 agosto 1976 (26 anni)    |       |      | Inter                   |
| 3  | D    | Mario Yepes         | 13 gennaio 1976 (27 anni)   |       |      | Nantes                  |
| 4  | D    | Edgar Ramos         | 27 settembre 1979 (23 anni) |       |      | Independiente Santa Fe  |
| 5  | D    | José Mera           | 11 marzo 1979 (24 anni)     |       |      | Deportivo Cali          |
| 6  | D    | Gerardo Vallejo     | 3 dicembre 1976 (26 anni)   |       |      | Deportivo Cali          |
| 7  | A    | Elson Becerra       | 26 aprile 1978 (25 anni)    |       |      | Deportes Tolima         |
| 8  | C    | Arnulfo Valentierra | 16 agosto 1974 (28 anni)    |       |      | Once Caldas             |
| 9  | A    | Víctor Aristizábal  | 9 dicembre 1971 (31 anni)   |       |      | Cruzeiro                |
| 10 | C    | Giovanni Hernández  | 16 giugno 1976 (27 anni)    |       |      | Deportivo Cali          |
| 11 | C    | Elkin Murillo       | 20 settembre 1977 (25 anni) |       |      | Deportivo Cali          |
| 12 | P    | Juan Carlos Henao   | 30 settembre 1971 (31 anni) |       |      | Once Caldas             |
| 13 | A    | Herly Alcázar       | 30 ottobre 1976 (26 anni)   |       |      | Centauros Villavicencio |
| 14 | C    | Óscar Díaz          | 6 giugno 1972 (31 anni)     |       |      | Deportivo Cali          |
| 15 | C    | Rubén Velásquez     | 18 dicembre 1975 (27 anni)  |       |      | Once Caldas             |
| 16 | A    | Eudalio Arriaga     | 19 settembre 1975 (27 anni) |       |      | Atlético Junior         |
| 17 | A    | Martín Arzuaga      | 23 luglio 1981 (21 anni)    |       |      | Atlético Junior         |
| 18 | C    | Jorge Caballero     | 15 agosto 1981 (21 anni)    |       |      | Millonarios             |
| 19 | D    | Andrés Mosquera     | 9 luglio 1978 (24 anni)     |       |      | Deportivo Cali          |
| 20 | C    | Gerardo Bedoya      | 26 settembre 1975 (27 anni) |       |      | Racing Avellaneda       |
| 21 | C    | Jairo Patiño        | 5 aprile 1978 (25 anni)     |       |      | Deportivo Cali          |
| 22 | P    | Luis Martínez       | 11 luglio 1982 (20 anni)    |       |      | Envigado                |
| 23 | D    | Gonzalo Martínez    | 30 novembre 1975 (27 anni)  |       |      | Napoli                  |

### Francia
Allenatore:  Jacques Santini
| N. | Pos. | Giocatore           | Data nascita (età)          | Pres. | Squadra        |
| -- | ---- | ------------------- | --------------------------- | ----- | -------------- |
| 1  | P    | Mickaël Landreau    | 14 maggio 1979 (24 anni)    |       | Nantes         |
| 2  | D    | Philippe Mexès      | 30 marzo 1982 (21 anni)     |       | Auxerre        |
| 3  | D    | Bixente Lizarazu    | 9 dicembre 1969 (33 anni)   |       | Bayern Monaco  |
| 4  | D    | Jean-Alain Boumsong | 14 settembre 1979 (23 anni) |       | Auxerre        |
| 5  | D    | William Gallas      | 17 agosto 1977 (25 anni)    |       | Chelsea        |
| 6  | C    | Olivier Dacourt     | 25 settembre 1974 (28 anni) |       | Leeds United   |
| 7  | C    | Robert Pirès        | 29 ottobre 1973 (29 anni)   |       | Arsenal        |
| 8  | D    | Marcel Desailly     | 7 settembre 1968 (34 anni)  |       | Chelsea        |
| 9  | A    | Djibril Cissé       | 12 agosto 1981 (21 anni)    |       | Auxerre        |
| 10 | C    | Ludovic Giuly       | 10 luglio 1976 (26 anni)    |       | Monaco         |
| 11 | A    | Sylvain Wiltord     | 10 maggio 1974 (29 anni)    |       | Arsenal        |
| 12 | A    | Thierry Henry       | 17 agosto 1977 (25 anni)    |       | Arsenal        |
| 13 | D    | Mikaël Silvestre    | 9 agosto 1977 (25 anni)     |       | Manchester Utd |
| 14 | C    | Jérôme Rothen       | 31 marzo 1978 (25 anni)     |       | Monaco         |
| 15 | D    | Lilian Thuram       | 1º gennaio 1972 (31 anni)   |       | Juventus       |
| 16 | P    | Fabien Barthez      | 28 giugno 1971 (31 anni)    |       | Manchester Utd |
| 17 | C    | Olivier Kapo        | 27 settembre 1980 (22 anni) |       | Auxerre        |
| 18 | C    | Benoît Pedretti     | 12 novembre 1980 (22 anni)  |       | Sochaux        |
| 19 | D    | Willy Sagnol        | 18 marzo 1977 (26 anni)     |       | Bayern Monaco  |
| 20 | A    | Steve Marlet        | 10 gennaio 1974 (29 anni)   |       | Fulham         |
| 21 | C    | Ousmane Dabo        | 8 febbraio 1977 (26 anni)   |       | Atalanta       |
| 22 | C    | Sidney Govou        | 27 luglio 1979 (23 anni)    |       | Lione          |
| 23 | P    | Grégory Coupet      | 31 dicembre 1972 (30 anni)  |       | Lione          |

### Giappone
Allenatore:  Zico
| N. | Pos. | Giocatore             | Data nascita (età)          | Pres. | Reti | Squadra              |
| -- | ---- | --------------------- | --------------------------- | ----- | ---- | -------------------- |
| 1  | P    | Seigō Narazaki        | 11 aprile 1976 (27 anni)    | 29    | 0    | Nagoya Grampus Eight |
| 2  | D    | Akira Narahashi       | 26 novembre 1971 (31 anni)  | 38    | 0    | Kashima Antlers      |
| 3  | D    | Yutaka Akita          | 6 agosto 1970 (32 anni)     | 45    | 4    | Kashima Antlers      |
| 4  | D    | Ryūzō Morioka         | 7 ottobre 1975 (27 anni)    | 38    | 0    | Shimizu S-Pulse      |
| 5  | C    | Junichi Inamoto       | 18 settembre 1979 (23 anni) |       | 4    | Fulham               |
| 6  | C    | Toshihiro Hattori     | 23 settembre 1973 (29 anni) | 44    | 2    | Júbilo Iwata         |
| 7  | C    | Hidetoshi Nakata      | 22 gennaio 1977 (26 anni)   | 51    | 9    | Parma                |
| 8  | C    | Mitsuo Ogasawara      | 5 aprile 1979 (24 anni)     | 11    | 0    | Kashima Antlers      |
| 9  | A    | Yoshito Ōkubo         | 9 giugno 1982 (21 anni)     | 3     | 0    | Cerezo Osaka         |
| 10 | C    | Shunsuke Nakamura     | 24 giugno 1978 (24 anni)    | 25    | 6    | Reggina              |
| 11 | C    | Daisuke Matsui        | 11 maggio 1981 (22 anni)    | 0     | 0    | Kyoto Purple Sanga   |
| 12 | P    | Yōichi Doi            | 25 luglio 1973 (29 anni)    | 0     | 0    | FC Tokyo             |
| 13 | C    | Daisuke Oku           | 7 febbraio 1976 (27 anni)   | 23    | 2    | Yokohama F. Marinos  |
| 14 | D    | Alessandro dos Santos | 20 luglio 1977 (25 anni)    | 14    | 1    | Shimizu S-Pulse      |
| 15 | C    | Tomokazu Myōjin       | 24 gennaio 1978 (25 anni)   | 26    | 3    | Kashiwa Reysol       |
| 16 | C    | Kōji Nakata           | 9 luglio 1979 (23 anni)     | 38    | 0    | Kashima Antlers      |
| 17 | D    | Tsuneyasu Miyamoto    | 7 febbraio 1977 (26 anni)   | 17    | 0    | Gamba Osaka          |
| 18 | A    | Yūichirō Nagai        | 14 febbraio 1979 (24 anni)  | 3     | 1    | Urawa Reds           |
| 19 | C    | Yasuhito Endō         | 28 gennaio 1980 (23 anni)   | 3     | 0    | Gamba Osaka          |
| 20 | A    | Naohiro Takahara      | 4 giugno 1979 (24 anni)     | 21    | 9    | Amburgo              |
| 21 | D    | Keisuke Tsuboi        | 16 settembre 1979 (23 anni) | 1     | 0    | Urawa Reds           |
| 22 | D    | Nobuhisa Yamada       | 10 settembre 1975 (27 anni) | 2     | 0    | Urawa Reds           |
| 23 | P    | Yoshikatsu Kawaguchi  | 15 agosto 1975 (27 anni)    | 54    | 0    | Portsmouth           |

### Nuova Zelanda
Allenatore:  Mick Waitt
| N. | Pos. | Giocatore              | Data nascita (età)          | Pres. | Squadra             |
| -- | ---- | ---------------------- | --------------------------- | ----- | ------------------- |
| 1  | P    | Jason Batty            | 23 marzo 1971 (32 anni)     |       | Caversham           |
| 2  | D    | Duncan Oughton         | 14 giugno 1977 (26 anni)    |       | Columbus Crew       |
| 3  | D    | Dave Mulligan          | 24 marzo 1982 (21 anni)     |       | Barnsley            |
| 4  | D    | Chris Zoricich         | 3 maggio 1969 (34 anni)     |       | Newcastle United    |
| 5  | D    | Danny Hay              | 15 maggio 1975 (28 anni)    |       | Walsall             |
| 6  | D    | Gavin Wilkinson        | 5 novembre 1973 (29 anni)   |       | Portland Timbers    |
| 7  | C    | Ivan Vicelich          | 3 settembre 1976 (26 anni)  |       | Roda JC             |
| 8  | C    | Aaran Lines            | 27 dicembre 1976 (26 anni)  |       | Ruch Chorzów        |
| 9  | C    | Mark Burton            | 18 maggio 1974 (29 anni)    |       | Football Kingz      |
| 10 | C    | Chris Jackson          | 18 luglio 1970 (32 anni)    |       | Football Kingz      |
| 11 | A    | Chris Killen           | 8 ottobre 1981 (21 anni)    |       | Oldham Athletic     |
| 12 | P    | Michael Utting         | 26 maggio 1970 (33 anni)    |       | Football Kingz      |
| 13 | A    | Christian Bouckenooghe | 7 febbraio 1977 (26 anni)   |       | Ronse               |
| 14 | D    | Ryan Nelsen            | 18 ottobre 1977 (25 anni)   |       | D.C. United         |
| 15 | A    | Shane Smeltz           | 29 settembre 1981 (21 anni) |       | Adelaide City Force |
| 16 | A    | Vaughan Coveny         | 13 dicembre 1971 (31 anni)  |       | South Melbourne     |
| 17 | C    | Raf de Gregorio        | 20 maggio 1977 (26 anni)    |       | Football Kingz      |
| 18 | D    | Scott Smith            | 6 marzo 1975 (28 anni)      |       | Kingstonian         |
| 19 | C    | Simon Elliott          | 10 giugno 1974 (29 anni)    |       | Los Angeles Galaxy  |
| 20 | D    | Gerard Davis           | 25 settembre 1977 (25 anni) |       | svincolato          |
| 21 | C    | Noah Hickey            | 9 giugno 1978 (25 anni)     |       | Tampere United      |
| 22 | C    | Mike Wilson            | 25 novembre 1980 (22 anni)  |       | Stanford University |
| 23 | P    | Mark Paston            | 13 dicembre 1976 (26 anni)  |       | Napier City Rovers  |

## Gruppo B

### Brasile
Allenatore:  Carlos Alberto Parreira
| N. | Pos. | Giocatore             | Data nascita (età)          | Pres. | Reti | Squadra             |
| -- | ---- | --------------------- | --------------------------- | ----- | ---- | ------------------- |
| 1  | P    | Dida                  | 7 ottobre 1973 (29 anni)    | 53    | 0    | Milan               |
| 2  | D    | Juliano Belletti      | 20 giugno 1976 (26 anni)    | 17    | 1    | Villarreal          |
| 3  | D    | Lúcio                 | 8 maggio 1978 (25 anni)     | 25    | 0    | Bayer Leverkusen    |
| 4  | D    | Juan                  | 1º febbraio 1979 (24 anni)  | 11    | 0    | Bayer Leverkusen    |
| 5  | C    | Emerson               | 4 aprile 1976 (27 anni)     | 47    | 5    | Roma                |
| 6  | D    | Gilberto              | 25 aprile 1976 (27 anni)    | 2     | 0    | Grêmio              |
| 7  | A    | Ronaldinho            | 21 marzo 1980 (23 anni)     | 39    | 14   | Paris Saint-Germain |
| 8  | C    | Kléberson             | 19 giugno 1979 (23 anni)    | 16    | 2    | Manchester Utd      |
| 9  | A    | Adriano               | 17 febbraio 1982 (21 anni)  | 5     | 1    | Parma               |
| 10 | C    | Ricardinho            | 23 maggio 1976 (27 anni)    | 8     | 0    | San Paolo           |
| 11 | C    | Gil                   | 13 settembre 1980 (22 anni) | 1     | 1    | Corinthians         |
| 12 | P    | Júlio César           | 7 ottobre 1979 (23 anni)    | 0     | 0    | Flamengo            |
| 13 | D    | Maurinho              | 11 ottobre 1978 (24 anni)   | 1     | 0    | Cruzeiro            |
| 14 | D    | Fábio Luciano         | 29 aprile 1975 (28 anni)    | 5     | 1    | Corinthians         |
| 15 | D    | Edu Dracena           | 18 maggio 1981 (22 anni)    | 0     | 0    | Olympiakos          |
| 16 | D    | Kleber                | 1º aprile 1980 (23 anni)    | 4     | 0    | Corinthians         |
| 17 | C    | Eduardo Costa         | 23 settembre 1982 (20 anni) | 4     | 0    | Bordeaux            |
| 18 | C    | Dudu Cearense         | 15 aprile 1983 (20 anni)    | 0     | 0    | Vitória             |
| 19 | C    | Adriano Gabiru        | 8 novembre 1977 (25 anni)   | 2     | 0    | Paranaense          |
| 20 | C    | Alex                  | 14 settembre 1977 (25 anni) | 25    | 8    | Cruzeiro            |
| 21 | A    | Ilan Araújo Dall'Igna | 18 settembre 1980 (22 anni) | 0     | 0    | Atlético Paranaense |
| 22 | A    | Luís Fabiano          | 8 novembre 1980 (22 anni)   | 2     | 0    | San Paolo           |
| 23 | P    | Fábio                 | 30 settembre 1980 (22 anni) | 1     | 0    | Vasco da Gama       |

### Camerun
Allenatore:  Winfried Schäfer
| N. | Pos. | Giocatore                | Data nascita (età)          | Pres. | Squadra           |
| -- | ---- | ------------------------ | --------------------------- | ----- | ----------------- |
| 1  | P    | Idriss Carlos Kameni     | 18 febbraio 1984 (19 anni)  |       | Saint-Étienne     |
| 2  | D    | Bill Tchato              | 14 maggio 1975 (28 anni)    |       | Montpellier       |
| 3  | D    | Jean-Joël Perrier-Doumbé | 27 settembre 1978 (24 anni) |       | Auxerre           |
| 4  | D    | Rigobert Song            | 1º luglio 1976 (26 anni)    |       | Lens              |
| 5  | D    | Timothée Atouba          | 17 febbraio 1982 (21 anni)  |       | Basel             |
| 6  | D    | Pierre Njanka            | 15 marzo 1975 (28 anni)     |       | Strasburgo        |
| 7  | C    | Modeste M'Bami           | 9 ottobre 1982 (20 anni)    |       | Sedan             |
| 8  | C    | Geremi Njitap            | 20 dicembre 1978 (24 anni)  |       | Middlesbrough     |
| 9  | A    | Samuel Eto'o             | 10 marzo 1981 (22 anni)     |       | Mallorca          |
| 10 | C    | Achille Emana            | 5 giugno 1982 (21 anni)     |       | Tolosa            |
| 11 | A    | Pius Ndiefi              | 5 luglio 1975 (27 anni)     |       | Sedan-Ardennes    |
| 12 | P    | Eric Kwekeu              | 11 marzo 1980 (23 anni)     |       | Bamboutos         |
| 13 | D    | Lucien Mettomo           | 19 aprile 1977 (26 anni)    |       | Kaiserslautern    |
| 14 | C    | Joël Epalle              | 20 febbraio 1978 (25 anni)  |       | Aris Salonicco    |
| 15 | D    | Gustave Bahoken          | 19 giugno 1979 (23 anni)    |       | Livingston        |
| 16 | C    | Valéry Mezague           | 8 dicembre 1983 (19 anni)   |       | Montpellier       |
| 17 | C    | Marc-Vivien Foé          | 1º maggio 1975 (28 anni)    |       | Manchester City   |
| 18 | A    | Mohammadou Idrissou      | 8 marzo 1980 (23 anni)      |       | Hannover 96       |
| 19 | C    | Eric Djemba-Djemba       | 4 maggio 1981 (22 anni)     |       | Nantes            |
| 20 | C    | Ngassam Falemi           | 5 maggio 1974 (29 anni)     |       | Steaua Bucarest   |
| 21 | A    | Joseph-Désiré Job        | 1º dicembre 1977 (25 anni)  |       | Middlesbrough     |
| 22 | A    | Claude Ngon Adjam        | 24 gennaio 1980 (23 anni)   |       | Canon Yaoundé     |
| 23 | P    | André-Joël Eboué         | 25 giugno 1974 (28 anni)    |       | Stade Beaucairois |

### Turchia
Allenatore:  Şenol Güneş
| N. | Pos. | Giocatore          | Data nascita (età)         | Pres. | Reti | Squadra          |
| -- | ---- | ------------------ | -------------------------- | ----- | ---- | ---------------- |
| 1  | P    | Rüştü Reçber       | 10 maggio 1973 (30 anni)   | 79    | 0    | Fenerbahçe       |
| 2  | D    | Fatih Sonkaya      | 1º luglio 1981 (21 anni)   | 1     | 0    | Roda JC          |
| 3  | D    | Bülent Korkmaz     | 24 novembre 1968 (34 anni) | 84    | 3    | Galatasaray      |
| 4  | D    | Fatih Akyel        | 26 dicembre 1977 (25 anni) | 53    | 0    | Fenerbahçe       |
| 5  | D    | Alpay Özalan       | 29 maggio 1973 (30 anni)   | 77    | 4    | Aston Villa      |
| 6  | D    | Ergün Penbe        | 17 maggio 1972 (31 anni)   | 34    | 0    | Galatasaray      |
| 7  | C    | Serkan Balcı       | 22 agosto 1983 (19 anni)   | 0     | 0    | Gençlerbirliği   |
| 8  | C    | Volkan Arslan      | 29 agosto 1978 (24 anni)   | 3     | 0    | Kocaelispor      |
| 9  | A    | Tuncay Şanlı       | 16 gennaio 1982 (21 anni)  | 0     | 0    | Fenerbahçe       |
| 10 | A    | Yıldıray Baştürk   | 24 dicembre 1978 (24 anni) | 28    | 1    | Bayer Leverkusen |
| 11 | A    | Nihat Kahveci      | 23 novembre 1979 (23 anni) | 21    | 5    | Real Sociedad    |
| 12 | P    | Ömer Çatkıç        | 15 ottobre 1974 (28 anni)  | 10    | 0    | Gaziantepspor    |
| 13 | D    | Ahmet Yıldırım     | 25 aprile 1974 (29 anni)   | 1     | 0    | Beşiktaş         |
| 14 | D    | Deniz Barış        | 2 luglio 1977 (25 anni)    | 2     | 0    | Gençlerbirliği   |
| 15 | D    | İbrahim Üzülmez    | 10 marzo 1974 (29 anni)    | 4     | 0    | Beşiktaş         |
| 16 | A    | Okan Yılmaz        | 16 maggio 1978 (25 anni)   | 1     | 0    | Bursaspor        |
| 17 | D    | Servet Çetin       | 17 marzo 1981 (22 anni)    | 1     | 0    | Fenerbahçe       |
| 18 | A    | Hüseyin Kartal     | 1º gennaio 1982 (21 anni)  | 0     | 0    | Ankaragücü       |
| 19 | A    | Necati Ateş        | 3 gennaio 1980 (23 anni)   | 0     | 0    | Adanaspor        |
| 20 | C    | Selçuk Şahin       | 31 gennaio 1981 (22 anni)  | 0     | 0    | İstanbulspor     |
| 21 | C    | İbrahim Toraman    | 20 novembre 1981 (21 anni) | 0     | 0    | Gaziantepspor    |
| 22 | C    | Gökdeniz Karadeniz | 11 gennaio 1980 (23 anni)  | 2     | 1    | Trabzonspor      |
| 23 | P    | Murat Şahin        | 4 febbraio 1976 (27 anni)  | 0     | 0    | Adanaspor        |

### Stati Uniti
Allenatore:  Bruce Arena
| N. | Pos. | Giocatore        | Data nascita (età)         | Pres. | Reti | Squadra                |
| -- | ---- | ---------------- | -------------------------- | ----- | ---- | ---------------------- |
| 1  | P    | Joe Cannon       | 1º gennaio 1975 (28 anni)  | -     | -    | Lens                   |
| 2  | C    | Frankie Hejduk   | 5 agosto 1974 (28 anni)    | 46    | 5    | Columbus Crew          |
| 3  | D    | Gregg Berhalter  | 1º agosto 1973 (29 anni)   | 29    | 0    | Energie Cottbus        |
| 4  | C    | Pablo Mastroeni  | 26 agosto 1976 (26 anni)   | 19    | 0    | Colorado Rapids        |
| 5  | D    | Greg Vanney      | 11 giugno 1974 (29 anni)   | 19    | 0    | Bastia                 |
| 6  | D    | Steve Cherundolo | 19 febbraio 1979 (24 anni) | 12    | 0    | Hannover 96            |
| 7  | C    | Eddie Lewis      | 17 maggio 1974 (29 anni)   | 44    | 4    | Preston North End      |
| 8  | C    | Earnie Stewart   | 28 marzo 1969 (34 anni)    | 87    | 15   | D.C. United            |
| 9  | A    | Jovan Kirovski   | 18 marzo 1976 (27 anni)    | 56    | 8    | Birmingham City        |
| 10 | A    | Landon Donovan   | 4 marzo 1982 (21 anni)     | 35    | 9    | San Jose Earthquakes   |
| 11 | C    | Clint Mathis     | 25 novembre 1976 (26 anni) | 30    | 11   | MetroStars             |
| 12 | D    | Carlos Bocanegra | 25 maggio 1979 (24 anni)   | 12    | 2    | Chicago Fire           |
| 13 | C    | Kyle Martino     | 19 febbraio 1981 (22 anni) | 1     | 0    | Columbus Crew          |
| 14 | C    | Chris Armas      | 27 agosto 1972 (30 anni)   | 47    | 2    | Chicago Fire           |
| 15 | C    | Bobby Convey     | 27 maggio 1983 (20 anni)   | 9     | 0    | D.C. United            |
| 16 | D    | Danny Califf     | 17 marzo 1980 (23 anni)    | 6     | 0    | Los Angeles Galaxy     |
| 17 | C    | DaMarcus Beasley | 24 maggio 1982 (21 anni)   | 20    | 3    | Chicago Fire           |
| 18 | P    | Tim Howard       | 6 marzo 1979 (24 anni)     | 6     | 0    | MetroStars             |
| 19 | P    | Marcus Hahnemann | 15 giugno 1972 (31 anni)   | 3     | 0    | Reading                |
| 20 | A    | Taylor Twellman  | 29 febbraio 1980 (23 anni) | 3     | 0    | New England Revolution |
| 21 | A    | Jeff Cunningham  | 21 agosto 1976 (26 anni)   | 8     | 0    | Columbus Crew          |
| 22 | C    | Chris Klein      | 4 gennaio 1976 (27 anni)   | 12    | 2    | Kansas City Wizards    |
| 23 | D    | Cory Gibbs       | 14 gennaio 1980 (23 anni)  |       |      | St. Pauli              |